# Euphrictus spinosus
Espèce
Euphrictus spinosus est une espèce d'araignées mygalomorphes de la famille des Theraphosidae.

## Distribution
Cette espèce est endémique du Cameroun.

## Description
Le mâle holotype mesure 15,5 mm.

## Publication originale
- Hirst, 1908 : On a new type of stridulating-organ in mygalomorph spiders, with the description of a new genus and species belonging to the suborder. Annals and Magazine of Natural History, sér. 8, vol. 2, p. 401-405 (texte intégral).